# Carlos de Morais Andrade
Carlos de Morais Andrade (São Paulo, 9 de novembro de 1889 — 9 de janeiro de 1971) foi um advogado, filósofo, professor e político brasileiro. Exerceu três mandatos de deputado federal, sendo o primeiro como deputado federal constituinte por São Paulo em 1934.

## Biografia
Filho de Carlos Augusto de Andrade (1855-1917) e Maria Luísa Morais Andrade (1859-1949), irmão de  Carlos de Morais Andrade (1888-1889), Maria de Lourdes de Morais Andrade Camargo (1901-1989) e do professor, pesquisador, jornalista e escritor Mário Raul de Morais Andrade (Mário de Andrade) (1893-1945), o paulistano Carlos Morais de Andrade concluiu o segundo grau no Ginásio Nossa Senhora do Carmo. Em 1909, formou-se bacharel pela Faculdade de Direito de São Paulo, hoje integrante da Universidade de São Paulo (USP). Dois anos depois, em 1911, tornou-se mestre em filosofia pela Faculdade Livre de Filosofia, Ciências e Letras de São Paulo, que tinha agregação com a Universidade Católica de Louvain, na Bélgica.
O primeiro passo de sua vida política foi filiar-se ao Partido Democrático de São Paulo (PD), junto com o qual participou da campanha da Aliança Liberal, que apoiava o candidato Getúlio Vargas, na eleição presidencial de 1930. Vargas acabou perdendo para Júlio Prestes, mas assumiu a presidência após a Revolução de 1930, dando início à Era Vargas, que se estenderia por 15 anos. Em outubro de 1930, durante a Revolução, Morais Andrade acabou preso, mas foi libertado no mesmo mês após a vitória do movimento revolucionário.
Entre 1930 e 1932, o Partido Democrático de São Paulo teve várias divergências com o governo de Vargas. O PD pretendia governar o estado de São Paulo por ter apoiado a eleição de Getúlio Vargas, mas o Governo Provisório nomeou o tenente João Alberto Lins de Barros como interventor do estado, ao contrário das expectativas do partido. Por isso, Morais Andrade participou ativamente, como capitão, da Revolução Constitucionalista de 1932, que acabou com derrota paulista.
Em 1933, Morais Andrade foi eleito pela primeira vez deputado federal, para a Assembleia Constituinte de 1934, pela Chapa Única por São Paulo Unido, formada pelo Partido Democrático e pelo Partido Republicano Paulista (PRP). No início de 1934, já com Morais Andrade na Câmara, o PD se fundiu com a Federação dos Voluntários e a Ação Nacional Republicana, esta formada por ex-integrantes do PRP, e se tornou o Partido Constitucionalista de São Paulo.
Depois da promulgação da Constituição brasileira de 1934, no mesmo ano, Morais Andrade foi reeleito deputado federal pelo Partido Constitucionalista. Seu mandato durou até 1937, quando o golpe do Estado Novo fechou os órgãos do poder legislativo brasileiro. Morais Andrade foi preso por discordar do golpe.
Libertado, Morais Andrade se afastou da atividade política até 1945, quando participou da fundação da União Democrática Nacional (UDN), de oposição ao governo de Vargas. Em 1946, assumiu seu terceiro e último mandato em 1946, encerrado em 1951.
Além da carreira política, Morais Andrade lecionou filosofia no Ginásio Osvaldo Cruz e psicologia moral na Escola Álvares de Azevedo, sendo também professor substituto na Faculdade Paulista de Filosofia e Letras. Também fundou e presidiu o Centro de Filosofia e Letras de São Paulo.

Morais Andrade também trabalhou como jornalista, colaborando em veículos como o Diário Nacionai e a Gazeta do Povo da cidade de São Paulo. Foi também representante do Estado de São Paulo na Ordem dos Advogados do Brasil (OAB).